# Teebah Airlines
Teebah Airlines es una aerolínea charter registrada en Sierra Leona con base en Amán, Jordania. Alquila sus aviones para vuelos de pasajeros. La aerolínea fue fundada en 2004 por inversores privados Iraqies. Su principal base de operación es el Aeropuerto Internacional Queen Alia (AMM) en Amán.
La aerolínea tiene prohibido operar en el territorio de la Unión Europea.

## Historia
Iraqi Airways operó el primer vuelo de cabotaje regular desde la caída del régimen de Saddam Hussein de Bagdad a Basora, con cien pasajeros en un Boeing 727, el 4 de junio de 2005. El avión, así como el resto de la flota, está operada mediante Teebah Airlines de Jordania.

## Vuelos
Se esperaba que los vuelos a Erbil y Suleimaniya fuesen añadidos en verano de 2005.

## Flota
La flota de Teebah Airlines incluye los siguientes aviones (a 22 de marzo de 2009):
- 1 Boeing 727-200 (operando para Tigris Air)